# No my
no_my（ノーマイ、1986年4月8日 - ）は、日本の経営者、作詞家、作曲家、編曲家、ギタリスト、ボーカリスト、YouTuber。東京都調布市出身O型。表記は「no_my」と「NO_MY」双方存在する。本名は永井厚（ながい あつし）。

## 略歴
中学校時代にゆずに憧れアコースティックギターで作曲を始める。都立国立高校在籍時代にバンド活動を始め、早稲田大学第一文学部在籍時代にブラックミュージックに出会う。大学卒業後、声優のボイスレコーディングスタジオでのエンジニア経験を経て作曲家としてプロデビュー。アニメやアイドル関係で多く作品をリリースする傍ら、不定期で作曲や作詞の講座も開催している。現在は作詞、編曲、ギター演奏も担当。ボーカル作品の他に、ゲームBGM、アニメ劇伴、ラジオBGM、舞台音楽等も手がける。「情熱ファンファンファーレ」「Have a nice MUSIC!!」等、明るくポジティブな作品が多い。2019年に株式会社FAVORITE STEPSを設立。2020年からはYouTuberとしても活動している。

## 提供作品

### アニメ・ゲーム関係
アイドルマスター シンデレラガールズ
- 「情熱ファンファンファーレ」（作詞 / 作曲 / 編曲）[5]
- 「ステップ！」（作曲）[6]
- 「Life is HaRMONY」（作詞 / 作曲 / 編曲）[7]

アイドルマスター SideM
- 「LET'S GO!!」（作曲 / 編曲）[8]
- 「My pen light, SMILE」（作曲 / 編曲）[9]

アイドルマスター シャイニーカラーズ
- 「幻惑SILHOUETTE」（作曲 / 編曲）
- 「太陽キッス」（作曲 / 編曲）

アイドル事変
- 「超☆恋愛ストラテジー」（作詞 / 作曲 / 編曲）

ISLAND
- 「Quiet sea」（作詞 / 作曲）

Animistic 万灵启源
- 「Myriads of Tales」（作詞 / 作曲 / 編曲 / ディレクション）[10]

167s
- 「ミライロスペクトル」（作曲 / 編曲）[11]

WAVE!!
- 「Ride the WAVE!!」（作曲）[12]
- 「BFF 〜Best Friends Forever」（作曲）
- 「We♡SURFING」（作詞 / 作曲）
- 「Ever Glorilous」（作曲）
- 「SURFDAYS」（作曲）
- 「One more chance, One Ocean」（作曲）

ウマ娘 プリティーダービー
- 「全速!前進!ウマドルパワー☆」（作曲）
- 「青春が待ってる」（作詞 / 作曲）

俺が好きなのは妹だけど妹じゃない
- 「Secret Story」（作曲 / 編曲）※OP主題歌[13]

神のみぞ知るセカイ
- 「Heart Beatにご用心！」（作曲）

「Caligula-カリギュラ-」
- 「ピーターパンシンドローム」（編曲）
- 「Are You Ready? Go Liiiiiiive!!」（作曲 / 編曲）

潔癖男子！青山くん
- 「JUST GOAL MY WAY」（作曲 / 編曲）

けものフレンズ
- 「マイペースちぇいさー」（作詞 / 作曲 / 編曲）
- 「Rockin’ Hoppin’ Jumpin’」（作詞 / 作曲 / 編曲）

ご注文はうさぎですか?
- 「未来パズル」（作曲 / 編曲）
- 「＠ぐ～るぐるわーるど＠」（作曲）

サンリオ男子
- 「Happy Sunny Day」（作曲）
- 「Love-Rinth」（作曲 / 編曲）

少女☆歌劇 レヴュースタァライト -Re LIVE-
- 「Delight to me！」（作曲 / 編曲）[14]
- 「シークレット☆リトルスタァズ」（作曲 / 編曲）[15]
- 「アフレぐ！〜Aufregendes leben〜」（作詞 / 作曲 / 編曲）[16]
- 「Regalia -継承-」（作詞 / 作曲 / 編曲）[17]
- 「ユメみロ」（作詞 / 作曲 / 編曲）[18]
- 「Rebellion」（作詞 / 作曲 / 編曲）[19]

少女たちは荒野を目指す
- 「Don’t you cry？」（編曲）

SHOW BY ROCK!!
- 「Have a nice MUSIC!!」（作曲）※ED主題歌[20]
- 「Nyao Universe」（作曲）
- 「Dramatic∞Drumstick」（作曲 / 編曲）

SHOW BY ROCK!! しょ〜と!!
- 「ドレミファPARTY」（作曲）

SHOW BY ROCK!!#
- 「My Song is YOU!!」（作曲）[21]
- 「プラズマism」（作曲）
- 「ラヴスウィートブレーメン♡」（作曲）

SHOW BY ROCKその他
- 「SNOW LETTER」（作曲 / 編曲）※つがいけ高原スキー場タイアップソング[22]
- 「****」（作曲 / 編曲 / ギター）
- 「Heartful Session」（作曲 / 編曲 / ギター）
- 「未来サーチライト」（作曲 / 編曲 / ギター）
- 「NEVER ENDING DREAM」（作曲）

SUPER LOVERS
- 「Private Sanctuary」（作曲）
- 「ギュンとラブソング」（作曲）

スクールバンドライフ
- 「Break down the CAGE!!」（編曲）※作詞作曲はFAVORITE STEPS名義
- 「Uplift Sessions」（編曲）※作詞作曲はFAVORITE STEPS名義

ダンジョンに出会いを求めるのは間違っているだろうか
- 「目覚めの風」（作曲）

つぐもも
- 「ハリセン☆ハリケーン」（作曲）
- 「追いつきたくて」（作曲）

天華百剣 -斬
- 「祭り恋し夢のあと」（作曲）

ときめきアイドル
- 「DREAMING-ING!!」（作曲 / 編曲）
- 「お月様のメロディー」（作曲 / 編曲）※編曲は高橋浩平との共同名義

ドリフェス！
- 「NEW STAR EVOLUTION」（作曲）※共作
- 「You are my RIVAL」（作曲 / 編曲）

叛逆性ミリオンアーサー
- 「Leading Swords!!!!!!」（作曲 / 編曲）

B-PROJECT
- 「Ready to YOU!!」（作詞）
- 「ファントム・オブ・ラブ」（作曲 / 編曲）
- 「DIVE INTO THE WORLD」（作曲）
- 「STARTIN' SHINY FANTASY」（作曲 / 編曲）
- 「Welcome to the GLORIA!」（作詞 / 作曲 / 編曲）

ファンタジスタドール
- 「Starlight☆ふぁんたじー」（作曲 / 編曲）
- 「Endless Nightmare」（作曲 / 編曲）

プリンセスコネクト！Re:Dive
- 「さん！シャインPARTY」（作詞 / 作曲）[23]

僕の彼女がマジメ過ぎるしょびっちな件
- 「恋のヒミツ」※ED主題歌[24]

明治東亰恋伽～ハヰカラデヱト～
- 「この彗星の煌めきを」（作曲）

ゆるゆり さん☆ハイ！
- ちょちょちょ!ゆるゆり☆かぷりっちょ!!!」（作曲）[25]
- 「あっちゅ〜ま青春！」（作曲）※ED主題歌
- 「ハイっ！アッカリーン」（作曲）
- 「チーナのえかきうた」（作曲）
- 「め・が・ねのマーチ」（作曲）
- 「サクラコ☆いんとろでゅーす」（作詞 / 作曲）
- 「マ/ジ/ンBUSTER!」（作曲）

ラストピリオド ―終わりなき螺旋の物語―
- 「欲張りDreamer」（作曲）[26]

リモート☆ホスト
- G.L.G（作詞）[27]

私がモテてどうすんだ
- 「Prince×Prince」（作曲）

キラキラハッピー★ ひらけ!ここたま
- 「ここたまタウンでにっこにこ★」（作曲/編曲）

### アーティスト関係
AKB48 Team TP
- 「一秒一秒約好」（作詞 / 作曲 / 編曲）[28]

As a Cutie Pomeranian
- It's the CUTIE days!!（作詞 / 作曲 / 編曲）

IZ*ONE
- 「ケンチャナヨ」（作曲 / 編曲）

亜咲花
- 「Unfulfilled Butterfly」（作詞 / 作曲）[29]

+α/あるふぁきゅん。
- 「AIRGIRL-WARS」（作曲 / 編曲）

入野自由
- 「日々」（作曲）

A応P
- 「Beyond the Games」（作詞 / 作曲）※共作
- 「JOYFUL∞Pでアンコール!!」（作曲 / 編曲）

おとめボタン
- 「YO-YO-YO!!」（作曲）

カラーポワント
- 「Paddbre」（作曲 / 編曲）[30]
- 「Love Panic」（作曲 / 編曲）※共作

虚空のカルミア
- 「Realize」（ボーカルディレクション / ミックス / 編曲）
- 「Sweetly Distance」（ボーカルディレクション / ミックス / 編曲）
- 「シークレットスワイプ」（ボーカルディレクション / ミックス）
- 「脳裏Addiction」（ボーカルディレクション / ミックス）

鈴木このみ
- 「全部君がいたから知ったんだ」（作詞 / 作曲）[31]

鈴原優美
- 「らぶみん黒ハートらびりんす」（作曲 / 編曲）
- 「カラフルtoybox」（作曲 / 編曲）

STARMARIE
- 「あの日から産まれた日から」（作曲 / 編曲）

Cellchrome
- 「Shake it on」（作曲 / 編曲）

田村ゆかり
- 「楽園巡礼 ~ Pilgrim of Eden」（作曲 / 編曲）

Tokyo Cheer2 Party
- 「ネバギバ！！」（作曲）[32]

つるの剛士
- 「コチョコチョマン参上 -寝ない子はどこだ-」（作曲 / 編曲）

NEWS
- 「シリウス」（作詞 / 作曲 / 編曲）※共作

≠ME
- 「アンチコンフィチュール」（作曲）※共作

Hi!Superb
- 「Trick or Kiss?」 （作詞 / 作曲）

長谷川明子
- 「カフェ・オ・レをまぜてみた♪@HolyNight」（作曲 / 編曲）

春奈るな
- 「Fly Me to the Moon」（作曲）※共作

ブリバト
- 「ビリーブ〜ハートが見えた〜」（作曲 / 編曲）※共作

PreciouSparty
- 「 flap!」（作曲 / 編曲）

BOYS AND MEN
- 「サワディ音頭」（作曲）

BOYS AND MEN研究生
- 「ボクたちのONE 」（作曲）※共作
- 「ロックスター番長」（作曲）

pomme'tto
- 「Cunetry☆Century」（作詞 / 作曲 / 編曲）

マッチョ29
- 「筋肉戦士よ立ち上がれ」（作詞 / 作曲/編曲）[33]
- 「We Are カタボーレ軍団(仮) 」（作曲 / 編曲）

祭nine.
- 「オマエもかっ!?」※ドラマ「サチのお寺ごはん」主題歌[34]

魔法少女りりぽむ
- 「魔法少女は眠れないッ! 」（作曲 / 編曲）
- 「りりぽむのあたらしいまほう」（作詞 / 作曲 / 編曲）
- 「画面越しのロミオ様 」（作曲 / 編曲）
- 「まじかるこんぷれっくす」（編曲）
- 「Can You Believe RIRIPOM？」（作詞 / 作曲 / 編曲）

民謡ガールズ
- 「四季おりおり折り紙唄」（作詞 / 作曲 / 編曲）[35]

ラストアイドル
- オレトクナイン「瞳キラキラ」（作曲/編曲）[36]

ラブリコット
- 「いんどあ☆らんぶる」（作曲 / 編曲）

Luce Twinkle Wink☆
- 「Treasure」（作曲 / 編曲）
- 「大スキ、スキ、大スキ、スキ、、、、、」（作曲）

遊助
- 「2=1+1」（作曲 / 編曲）※共作

渡部優衣
- 「Brightest story」（作曲）
- 「100% Believe」（作曲）

和田アキ子 with BOYS AND MEN 研究生
- 「アイノテヲ」（作詞/作曲）

### その他BGM等
- へんないきものチャンネル「ストレンジわ～るど」（作詞 / 作曲 / 編曲）[37]
- アニメ「土下座で頼んでみた」（BGM作曲）
- アニメ「number24」（BGM作曲）
- ゲーム「ザクセスヘブン」（BGM作曲）
- アニメ「ダメプリ ANIME CARAVAN」（BGM作曲）
- 日清製粉グループ「お散歩パンしよう！の歌」（作曲 / 編曲）[38]
- レインボータウンFM「ちょこ☆ハピCollection」（BGM作曲）
- 朗読劇 『ホス探へようこそ　Final』（BGM、主題歌作曲）
- 劇団なんでやねん第3回公演「エレエレエレクション!!」（BGM、主題歌作曲）
- FLYING TRIP第4回公演「月下のオーケストラ」（BGM作曲）
- MILKCROWN「イブキノキセキ～琥珀の思い出の中で精霊は夢を見る～」（主題歌作曲）
- VitaNote紹介動画（BGM作曲）